# Moon over Bourbon Street
Moon over Bourbon Street è il quinto singolo estratto dal primo album solista di Sting, The Dream of the Blue Turtles nel 1985. Ha raggiunto la posizione numero 44 della Official Singles Chart.
Si tratta di un delicato brano in stile jazz, scritto da Sting ispirato dal romanzo Intervista col vampiro di Anne Rice.
Nonostante si tratti di un successo minore, la canzone è stata eseguita diverse volte nel corso degli anni durante i concerti di Sting, appare infatti nel live Bring on the Night.
Nel 2005 Sting ha registrato una nuova versione del brano con il trombettista statunitense Chris Botti per l'album benefico Hurricane Relief: Come Together Now.

## Tracce
7" Single A|B A&M 390 080-7
1. Moon over Bourbon Street (versione singolo) – 3:39
2. The Ballad of Mack the Knife – 2:43

12" Maxi A&M AMY 305
1. Moon over Bourbon Street (versione singolo) – 3:39
2. The Ballad of Mack the Knife – 2:43
3. Fortress Around Your Heart – 4:48

## Cover
- Una cover in portoghese del brano, intitolata Luas Sobre Os Jardins, è stata incisa da Ritchie nel 2025.